# Остапчук Ірина Пилипівна
Ірина Пилипівна Остапчук (1915 — 1998) — доктор медичних наук (1969), лікар-терапевт, ревматолог, курортолог, фітотерапевт.

## Біографія
У 1930 закінчила Одеський медичний інститут[уточнити]. Відтоді працювала у Вінницькому медичному інституті. У роки німецько-радянської війни, з 1942 працювала у військових шпиталях. З 1945 працювала у Горьківському медичному інституті та санаторіях Алушти та Ялти. У 1955 стає завідувачою пульмонологічного відділу Ялтинського НДІ фізичних методів лікування та медичної кліматології, згодом — завідувачою методичного відділу Ялтинського санаторію. Наукові дослідження: зміни функціонального стану серцево-судинної системи у хворих на різні захворювання під впливом санаторно-курортного лікування на південному березі Криму; роль та механізми дії на хворих на дози ультрафіолетових опромінень, сонячних, повітряних ванн, лікувальної гімнастики, морського купання, фітотерапії.

## Публікації
- Остапчук І. П. Фітотерапія захворювань легких та верхніх дихальних шляхів. К.: Видавництво Української радянської енциклопедії, 1991.